# Selbstbildung
Selbstbildung oder Selbsterziehung (englisch self-education, französisch l´éducation de soi-mème) ist ein pädagogisches, anthropologisches und ethisches Konzept, das auf eine systematische Gestaltung der eigenen Persönlichkeit und auf ein lebenslanges Lernen im Sinne eines Sich-Bildens und einer sinnvollen Lebensführung ausgerichtet ist.

## Begriff und Phänomen
Mit der individuellen „Selbsterziehung“ ist die Leistung gemeint, die der Einzelne erbringt, indem er sich seine eigene Version aus den unterschiedlichen Erziehungsansprüchen verschafft und versucht, diese zu erfüllen. Der mündig gewordene Mensch hat das Recht und in der Regel auch den Willen, über seine eigene Entwicklungsausrichtung selbst zu entscheiden. Selbstbestimmung wird über die Selbst-Behauptung hinaus dann zur Selbst-Erziehung, wenn neben Rechten auch Pflichten wahrgenommen und das Ziel einer persönlichen Weiterentwicklung angestrebt wird.
Aus entwicklungspsychologischer Sicht bezeichnet Selbstbildung nach dem Verständnis von Gerd E. Schäfer und Jean Piaget den selbstaktiven Entwicklungsprozess des Menschen, in dem schon Kinder selbsttätig agieren, indem sie sich und ihre Umwelt erkunden.
Selbstbildung ist weder an Institutionen noch an curriculare Bildungsgänge, an formale Eingangsvoraussetzungen oder an bestimmte Lebensalter gebunden. Sie basiert auf Begegnung und Gespräch, auf Beobachtung und Erkundung, auf Hören und Lesen, alles jedoch aus eigener Einsicht und Motivation, selbstgesteuert und mit der freien Entscheidung des betreffenden Menschen, ob er eine Lehrperson hinzuziehen will oder nicht. Auch bei der Selbstbildung von Kindern liegt – schon ab der Frühpädagogik – ein Fokus auf selbstgesteuerter Erkundung. Der Anspruch der Situation gibt dabei den Ansporn, nach eigenen Problemlösungen zu suchen. Zusätzlich liegt meist die Notwendigkeit vor, günstige Bedingungen zu selbstbildendem Handeln bereitzustellen. Dies kann bedeuten, dass Pädagogen, Eltern usw. eingreifen und so wenig wie möglich, aber auch so viel wie nötig Hilfestellung leisten, um beim Kind die Motivation zur Selbsterziehung anzuregen und zu erhalten und dabei Gefahren zu vermeiden.
Es handelt sich bei der Selbstbildung um den personalen Aspekt der menschlichen Bildung und somit um das Herz aller Bildung. Selbstbildung spielt aber auch jenseits des klassischen Bildungsbereichs in einer Vielzahl von Geistesströmungen eine große Rolle. Alternative Bezeichnungen sind Selbsterziehung, Selbstsorge (Michel Foucault), Selbstformung oder Selbstgestaltung. Selbstbildung kann sich auf verschiedene Persönlichkeitsaspekte richten und sich aus verschiedenen Motiven speisen (z. B. religiöser oder moralischer Art), wie der österreichische Mönch und Schriftsteller Michael Leopold Enk von der Burg schon 1842 feststellte.

## Selbsterziehung versus Fremderziehung
Die Auseinandersetzung zwischen Fremdbild und Selbstbild und der daraus erwachsende Kampf zwischen Fremderziehung und Selbsterziehung ist ein alle Erziehung von alters her begleitender natürlicher Vorgang, den etwa der Individualpsychologe David Ernst Oppenheim in seinen Arbeiten immer wieder herausstellte.
Anzeichen für diesen Willen zur Selbstbestimmung ergeben sich im Verlauf der menschlichen Entwicklung bereits in den individuell sehr unterschiedlich ausgeprägten sogenannten „Trotzphasen“, in Abständen auftretenden Widerständen des Heranwachsenden gegen Anordnungen der Erziehungsberechtigten. Sie verschärfen sich ab der Pubertät, wenn die wachsenden eigenen Vorstellungen von denen der Eltern abweichen. Selbstbild und Fremdbild und die entsprechenden Ansprüche von gewollter Selbst- und zunehmend abgelehnter Fremderziehung können weit auseinanderklaffen. Die Auseinandersetzung um die Entfaltung des selbst gewünschten bzw. von den Erziehern vorgesehenen Menschenbildes kann besonders bei der Wahl des Freundeskreises oder der Berufswahl krasse Formen annehmen, die nicht selten bis zum Zerwürfnis führen. Die Suche nach der eigenen Identität dokumentiert sich neben Beobachtungen und Befragungen der Erziehungswissenschaftler auch in Aufzeichnungen der Jugendlichen selbst, etwa in dem berühmten Tagebuch der Anne Frank.
Während Selbsterziehung auf allen Bildungsebenen schon immer im Widerstreit mit der Erziehung durch andere Personen lag, war sie jedoch auch immer schon eng mit ihr verknüpft: Der Mensch bedarf als hilflos geborenes Wesen zunächst der Fremdfürsorge und der elementaren Erziehung. Er wächst jedoch mit zunehmendem Alter aus ihr heraus. Selbsterziehung ist ein dem Bedürfnis des Individuums nach Selbstbestimmung, Eigenverantwortung und Autarkie entspringender Impuls, der eng mit dem Selbstwertgefühl verbunden ist. Der sich bereits beim  Kind in Trotzphasen des Aufbegehrens äußernde Eigensinn setzt sich beim Heranwachsenden in Form von Widersprüchen zu nicht akzeptierten Fremderziehungsmaßnahmen fort und sollte sich mit dem Erwachsensein faktisch mit einer mehr oder weniger klaren Ziel- und Wertausrichtung des eigenen Lebens verbunden zeigen. Spätestens der Erwachsene lässt sich nicht mehr gern von anderen „erziehen“ und empfindet solche Ambitionen als Zumutung und Erniedrigung, da sie eine Mängelbeseitigung des Charakters zu unterstellen scheinen, die der Einzelne selbst offenbar nicht zu bereinigen vermag. Sie wird häufig als ein von außen herangetragenes, den eigenen Ansprüchen widersprechendes Korrektiv empfunden.

## Bildungspolitische Rechtfertigung
Dem bereits für das Kind typischen Bestreben nach Eigentätigkeit, Selbstbestimmung und Verantwortungsübernahme entgegenkommend, prägte Maria Montessori ihr in verschiedenen Versionen überliefertes Leitwort an den Erziehenden: „Hilf mir, es selbst zu tun.“ Der Schulpolitiker und Erzieher Kurt Hahn gab seinen Schulgründungen den Auftrag „Erziehung zur Verantwortung“ mit auf den Weg.
Die inzwischen unangefochten gültige Bildungsforderung nach lebenslangem Lernen impliziert den Übergang von der Erziehung durch Erziehungsberechtigte zu eigeninitiiertem Lernen und einer entsprechenden Selbsterziehung. Diese hat sich – pädagogisch ausdrücklich gewollt – mit zunehmendem Alter bereits parallel zur Fremderziehung zunehmend zu etablieren und spätestens mit dem Auslaufen der gesetzlich verankerten elterlichen Fürsorge, der schulischen und beruflichen Ausbildung sowie dem Erreichen der Mündigkeit die Fremderziehung weitestgehend abzulösen. Dies ergibt sich aus der Logik des lebenslangen Lernens, auf das Erzieher und Lehrer als Teil ihres Erziehungsauftrags hinwirken müssen.
Der in den  Bildungsplänen der Länder verankerte Bildungsauftrag sämtlicher mit Erziehung befasster Institutionen sieht die Hinführung zu einem mündigen, selbstverantwortlichen Glied der Gemeinschaft als wesentliche Aufgabe vor. Die Förderung der Selbstkompetenz ist entsprechend eine zentrale Erziehungsaufgabe. Sie beinhaltet Persönlichkeitseigenschaften wie „Sich selbst beruhigen können“, „Frustrationstoleranz aufbauen“, „Sich selbst motivieren“, „zielgerichtet planen“, „Pläne in Handeln umsetzen“, „Lernen lernen“ usw.
Damit sich der Einzelne aber zu einer nicht fremdbestimmten, eigenständigen Persönlichkeit entwickeln kann, bedarf es der freiwilligen, von eigenen Wertüberzeugungen getragenen aktiven Mitwirkung und Fortwirkung. Diese muss bereits parallel und in Auseinandersetzung mit den Vorstellungen und Normgebungen der von außen auf den Heranwachsenden Einfluss nehmenden Erziehungsberechtigten erfolgen. Eine persönlichkeitsgerechte Entwicklung setzt Eigeninitiative, Bildungswillen und Bereitschaft zur Selbstverantwortung des Zöglings voraus und ist mit einem pädagogischen Wagnis verbunden, wie u. a. von dem Erziehungswissenschaftler Hermann Röhrs betont wird.
Nach Darstellung des Didaktikers und Wagnisforschers Siegbert A. Warwitz ist dieses Wagnis doppelseitig zu verstehen: Auf der einen Seite muss der Heranwachsende es wagen, sich allmählich aus jeder Fremdbestimmung zu lösen, um zu einer selbstbestimmten Persönlichkeit werden zu können. Auf der anderen Seite müssen die Erziehungsberechtigten es wagen, die heranwachsende Persönlichkeit zunehmend frei zu geben zu eigenen Entscheidungen, zu eigener Verantwortungsnahme und zur Entwicklung eigener Wertvorstellungen. Sie müssen begreifen, dass bestimmte Charaktermerkmale und die eigenständige Persönlichkeit auszeichnende Fertigkeiten wie Fleiß, Selbstdisziplin, Selbstmotivation, Durchhaltevermögen, Fairness oder Frustrationstoleranz nicht „anerzogen“ werden können, sondern aus dem eigenen Willen und den eigenen Wertvorstellungen der reifenden Persönlichkeit entstehen.

## Bildungspolitische Vorgabe
Die deutsche Kultusministerkonferenz, nach deren Vorgaben die Bildungspläne der einzelnen Bundesländer ausgestaltet werden, beschreibt die erwartete Hinführung zu einer Selbstkompetenz der Heranwachsenden als 

„Bereitschaft und Fähigkeit, als individuelle Persönlichkeit die Entwicklungschancen, Anforderungen und Einschränkungen in Familie, Beruf und öffentlichem Leben zu klären, zu durchdenken und zu beurteilen, eigene Begabungen zu entfalten sowie Lebenspläne zu fassen und fortzuentwickeln. Sie umfasst Eigenschaften wie Selbstständigkeit, Kritikfähigkeit, Selbstvertrauen, Zuverlässigkeit, Verantwortungs- und Pflichtbewusstsein. Zu ihr gehören insbesondere auch die Entwicklung durchdachter Wertvorstellungen und die selbstbestimmte Bindung an Werte.“

## Historisches
Der Gedanke der Selbsterziehung und Selbstbildung hat in der europäischen Kulturgeschichte eine lange Tradition:
Schon vor dem Beginn des 4. Jahrhunderts v. Chr. gab eine vielzitierte Inschrift am Apollotempel von Delphi, als deren Urheber einer der „Sieben Weisen“ angesehen wird, den Griechen als Selbstbildungsauftrag mit auf den Lebensweg: Gnothi seauton (altgriechisch Γνῶθι σεαυτόν gnṓthi seautón, deutsch ‚Erkenne dich selbst!‘). Sie wurde als eine vom Gott Apollo über das delphische Orakel vermittelte Botschaft an die Menschen verstanden, die bis in unsere Zeit und bis in die Erziehung hinein Gültigkeit behalten hat.
Schon in der von Platon in seinem Dialog Theaitetos dem Sokrates zugeschriebenen Methode der „Hebammenkunst“ wird deutlich, dass der zu Wissen und Bildung Strebende nichts „gelehrt“ bekommen kann, sondern seine Erkenntnisse und seine Bildung aus sich heraus selbst entwickeln muss, um sie annehmen zu können. Der im Erkenntnisverfahren der Mäeutik oder Maieutik (μαιευτική maieutikḗ [téchnē], deutsch ‚Hebammenkunst‘) aktiv werdende Lehrer hat lediglich die Funktion eines Helfers und Begleiters, nicht die eines Instruktors.
Der Kulturhistoriker Hieronymus Andreas Mertens bezog die Selbstbildung bereits Ende des 18. Jahrhunderts ausdrücklich auch auf Kinder, während die meisten Autoren dieser Zeit noch eher die Erwachsenen als Bildner der Jugend im Blick hatten.
Seit dem 19. Jahrhundert erschien eine Vielzahl von Büchern, die vor allem als populäre Ratgeber zu bestimmten Fragen der Selbstbildung Hilfen anboten: So gab etwa Carl von Wallen 1836 ein Buch heraus, das „Anstand und Sitte“ für Deutschlands Jugend beiderlei Geschlechts zum Gegenstand der Selbstbildung machen wollte. Dasselbe Ziel verfolgte J.G. Petri mit seinem allerneuesten Complimentir- und Anstandsbuch über die Selbstbildung zu erreichen.
Im 19. Jahrhundert nahmen sich auch Dichter und andere herausragende Persönlichkeiten der Thematik Selbstbildung in ihren Biographien und Werken an wie etwa Adalbert Stifter, Friedrich Schiller, Jacob Wilhelm Heinse, Heinrich von Kleist, Friedrich Hebbel oder die Frühromantiker Friedrich Schlegel, Novalis, Wilhelm Heinrich Wackenroder und Ludwig Tieck. Von 1946 bis 1949 brachte Adolf Grimme unter dem Titel Denkendes Volk die sogenannten Blätter für Selbstbildung heraus. Es handelte sich um das Organ der Volkshochschulbewegung.
Der Religionsphilosoph Romano Guardini hat seit den 1920er Jahren die Selbstbildung immer wieder zum Thema der katholischen Jugendbewegung gemacht, indem er den Jugendlichen Briefe zur Selbstbildung schrieb. Eine ähnliche Aufgabe verfolgten Autoren wie Paulus Sladek oder Horst Widmann.
Ebenso wie weitere Vertreter der Reformpädagogik des angehenden 20. Jahrhunderts hat Maria Montessori mit dem Leitwort ihrer Pädagogik „Hilf mir, es allein zu tun“ die Tradition fortgesetzt, das Kind als Ausgangs- und Mittelpunkt aller Erziehungsbemühungen zu sehen. Sie betonten damit die Bedeutung der Selbstbildungsprozesse für die Entwicklung zur Persönlichkeit bereits in der Kleinkinderziehung. Der Didaktiker Siegbert A. Warwitz hat die Gültigkeit und Möglichkeit der aktiven Teilhabe des Kindes an seinem eigenen Erziehungsprozess für einen speziellen Bildungsbereich, die „Verkehrserziehung“, herausgearbeitet. Der Philosoph Peter Sloterdijk hat in seinem Essay Du mußt dein Leben ändern den Menschen grundsätzlich als ein Wesen beschrieben, das über Selbstbildungsprozesse in bedeutendem Maße für seine Entwicklung selbst verantwortlich ist. Der Pädagoge Ludwig Kerstiens hat das Herauswachsen des Kindes aus der elterlichen Fürsorge in die Selbstbestimmung beschrieben. Der Philosoph und Autor Roland Kipke hat unter dem Stichwort „Selbstformung“, insbesondere in Unterscheidung von pharmakologischen Methoden der Selbstverbesserung, eine Anthropologie und Ethik der Selbstbildung entwickelt.

## Einzelbelege
1. ↑  Ulrich Deinet: Eigensinn und Selbstbestimmung als Anlässe für Aneignungsprozesse. In: FORUM für Kinder und Jugendarbeit 3/2012, 39-42.
2. ↑  Gerd E. Schäfer: Bildungsprozesse im Kindesalter. Selbstbildung, Erfahrung und Lernen in der frühen Kindheit, 2005.
3. ↑  Reinhard Aulke: Vom Anspruch der Situation zur Selbstbildung des Kindes, 2001
4. ↑  Siegbert A. Warwitz: Verkehrserziehung vom Kinde aus. Wahrnehmen–Spielen–Denken–Handeln, Schneider Verlag, 6. Auflage, Baltmannsweiler 2009
5. ↑  Michael Leopold Enk von der Burg: Über Bildung und Selbstbildung, Carl Gerold, Wien 1842
6. ↑  David Ernst Oppenheim: Selbsterziehung und Fremderziehung nach Seneca. In: Internationale Zeitschrift für Individualpsychologie (IZIP) 8/1930, S. 62–70
7. ↑  Ulrich Deinet: Eigensinn und Selbstbestimmung als Anlässe für Aneignungsprozesse. In: FORUM für Kinder und Jugendarbeit 3/2012, 39-42
8. ↑  Hanna-Barbara Gerl-Falkovitz: Auf der Suche nach Identität. Von der Erziehung zur Selbstbildung, Adamas-Verlag, Köln 1991
9. ↑  Das Tagebuch der Anne Frank (14. Juni 1942 bis 1. August 1944). Originalausgabe, Verlag Lambert Schneider, Heidelberg 1950.
10. ↑  Hanna-Barbara Gerl-Falkovitz: Auf der Suche nach Identität. Von der Erziehung zur Selbstbildung, Adamas-Verlag, Köln 1991
11. ↑  P. Oswald,  G. Schulz-Bennesch (Hrsg.): Maria Montessori, Die Entdeckung des Kindes. Selbsttätige Erziehung im frühen Kindesalter, 11. Auflage, Freiburg i. Br. 1994
12. ↑  Kurt Hahn: Erziehung zur Verantwortung. Stuttgart 1958
13. ↑  Kurt Hahn: Erziehung zur Verantwortung. Stuttgart 1958
14. ↑  Astrid Weiss: Vorbereitung Heranwachsender auf Selbstbildung, untersucht und dargestellt anhand des Experimentierens im Physikunterricht der Klasse 9, Diss., Jena 1990
15. ↑  Claudia Solzbacher, Miriam Lotze, Meike Sauerhering (Hrsg.): Selbst lernen können. Selbstkompetenzförderung in Theorie und Praxis, Baltmannsweiler 2014
16. ↑  Hermann Röhrs (Hrsg.): Bildung als Wagnis und Bewährung. Heidelberg 1966
17. ↑  Siegbert A. Warwitz: Wachsen im Wagnis. Vom Beitrag zur eigenen Entwicklung. In: Sache-Wort-Zahl. 93, 2008, S. 25–37
18. ↑  Siegbert A. Warwitz: Wenn Wagnis den Weg weist des Werdens, In: Ders.: Sinnsuche im Wagnis. Leben in wachsenden Ringen. 2. erweiterte Auflage, Verlag Schneider, Baltmannsweiler 2016,  S. 260–295
19. ↑  Handreichung für die Erarbeitung von Rahmenlehrplänen der Kultusministerkonferenz für den berufsbezogenen Unterricht in der Berufsschule und ihre Abstimmung mit Ausbildungsordnungen des Bundes für anerkannte Ausbildungsberufe. 23. September 2011. S. 15 pdf
20. ↑  Hermann Tränkle: Gnothi seauton. In: Würzburger Jahrbücher für die Altertumswissenschaft. Neue Folge, Bd. 11, 1985, S. 19–31, hier: S. 20.
21. ↑  Hieronymus Andreas Mertens: Vortrag eines Vaters an seine Kinder. Über die Kunst, stets froh zu leben. Zur Selbstbildung beym Eintritt in die große Welt; 17. Erziehungsrede, 1788.
22. ↑  Carl von Wallen: Handbuch des Anstandes und der feinen Sitte zur Selbstbildung für Deutschlands Jugend beiderlei Geschlechts. 1836.
23. ↑  J. G. Petri: Allerneuestes Complimentir- und Anstandsbuch oder Regeln für Selbstbildung und seine Lebensart. 1836.
24. ↑  Theodor Rutt: Selbsterziehung und Selbstbildung im Leben und in den Werken Adalbert Stifters. Diss., Köln 1939.
25. ↑  Horst Widmann: Selbsterziehung und Selbstbildung bei Schiller. Ein Beitrag zur Erscheinungslehre der Selbsterziehung, 1954
26. ↑  Anna Carstens: Jacob Wilhelm Heinse unter dem Gesichtspunkt der Selbstbildung. 1923.
27. ↑  Helmut Moysich: Die Selbst-Bildung und der Exzeß des Blicks. Zum Werk Heinrich von Kleists. 1988.
28. ↑  Hans Rudolf Franz: Selbsterkenntnis, Selbsterziehung und Selbstbildung bei Friedrich Hebbel, ein Beitrag zur Erscheinungslehre der Selbsterziehung. 1957.
29. ↑  Hartmut Apfelstedt: Selbsterziehung und Selbstbildung in der deutschen Frühromantik. Friedrich Schlegel, Novalis, Wackenroder, Tieck. Diss., München 1958.
30. ↑  Romano Guardini: Briefe über Selbstbildung, (bearb. von I. Klimmer):  2. Auflage, Matthias-Grünewald-Verlag, Mainz 2001.
31. ↑  Paulus Sladek: Wege zur religiösen Selbstbildung, 1964
32. ↑  Horst Widmann: Selbsterziehung und Selbstbildung bei Schiller. Ein Beitrag zur Erscheinungslehre der Selbsterziehung. 1954.
33. ↑  P. Oswald, G. Schulz-Bennesch (Hrsg.): Maria Montessori, Die Entdeckung des Kindes. Selbsttätige Erziehung im frühen Kindesalter. 11. Auflage, Freiburg i. Br. 1994.
34. ↑  Siegbert A. Warwitz: Verkehrserziehung vom Kinde aus. Wahrnehmen–Spielen–Denken–Handeln. 6. Auflage. Schneider, Baltmannsweiler 2009.
35. ↑  Peter Sloterdijk: Du mußt dein Leben ändern. Über Anthropotechnik. 7. Auflage. Suhrkamp, 2009.
36. ↑  Ludwig Kerstiens: Der Mensch erschliesst sich die Welt. (= Wege der Menschwerdung; Band 2). Spee-Verlag, Trier 1967.
37. ↑  Roland Kipke: Besser werden. Eine ethische Untersuchung von Selbstformung und Neuro-Enhancement. 2011.